# Alice Moretti
Alice Moretti (* 19. Juni 1921 in Melide, Kanton Tessin, Schweiz; † 6. Februar 2022 in Paradiso, Tessin, Schweiz) war eine Schweizer Politikerin (FDP).

## Leben
Alice Moretti war beruflich als Lehrerin tätig und setzte sich seit den 1940er Jahren für die Rechte von Frauen im Berufsleben und in der Politik ein. Von 1960 bis 1981 unterrichtete sie Geschichte und Sozialkunde sowie Italienisch an der Scuola professionale femminile del Comune di Lugano.
Sie gehörte von 1971 bis 1987 während vier Legislaturperioden als eine der ersten Frauen dem Grossen Rat (Kantonsparlament) des Kantons Tessin an. Das aktive und passive Frauenstimmrecht war in der Schweiz erst im März 1971 eingeführt worden, und die Wahl im Tessin am 4. April 1971 war danach die erste auf kantonaler Ebene. Das Tessin hatte zuvor das passive Frauenstimmrecht auf kantonaler Ebene bereits 1969, der Kanton Waadt schon 1959 eingeführt. Zeitgleich mit Moretti zogen auch Linda Brenni, Elsa Franconi-Poretti, Elda Marazzi, Dina Paltenghi-Gardosi (ebenfalls FDP) sowie Dionigia Duchini, Ersilia Fossati, Rosita Genardini, Rosita Mattei, Ilda Rossi (alle CVP) und Marili Terribilini-Fluck (SP) in den Grossrat ein, so dass 11 von 90 Grossräten Frauen waren.
Ihre politischen Schwerpunkte waren Bildung, Gewässersanierung und Tourismus. Zuvor war Moretti bereits Mitglied des Gemeinderats von Melide und blieb dies parallel zu ihrer Arbeit im Grossrat. Sie gründete in Lugano eine Ortsgruppe der Frauenorganisation Soroptimist International und gehörte dem Programmrat von Radiotelevisione Svizzera an.
Sie lebte fast ihr gesamtes Leben lang in Melide und zog erst im hohen Alter in ein Seniorenheim in Paradiso. 2019 wurde sie Ehrenbürgerin von Melide.